# 1967

## Събития
- 14 февруари – В Мексико сити е подписан „Договорът от Тлателолко“ за неразпространение на ядреното оръжие в региона на Карибско море и Латинска Америка.
- 5 март – Самолетът при полет 837 на „Вариг“ се разбива поради пилотска грешка по време на заход към писта 04 на международното летище „Робъртс“, Либерия и убива 55 души
- 9 март – Самолетът при полет 553 на „Транс Уърлд Еърлайнс“ се разбива в поле в Конкорд, Охайо, след сблъсък във въздуха с „Бийчкрафт Барон 55“, което убива 26 души.
- 20 април – Самолет на „Глоб Еър“ катастрофира в Никозия, Кипър и убива 126 души.
- 21 април – С преврат на Хунтата на полковниците се налага 7-годишен диктаторски режим в Гърция.
- 3 септември – Dagen H – Швеция пренаписва пътните си закони, като променя движението по пътищата към дясната страна.
- 30 декември – Самолетът при полет L-51 на „Аерофлот“ се разбива при кацане на летището в Лиепая и убива 43 души на борда.
- Основана е британската рок група „Блек Сабат“ под името „Полка Тълк Блус Бенд“.
- Излиза филмът Абсолвентът на режисьора Майк Никълс
- Френското издателство „Пиер Сегерс“ пуска стиховете на Атанас Далчев на френски език.

## Родени
- Иса Серж Коело, чадски режисьор
- Тимур Вермеш, немски писател и журналист
- 5 януари – Джо Фланиган американски актьор
- 9 януари – Дейв Матюс, китарист и солист
- 11 януари – Катарина Хакер, немска писателка
- 14 януари
  - Емили Уотсън, английска актриса
  - Зак Уайлд, американски рок музикант
- 18 януари – Иван Саморано, чилийски футболист
- 21 януари – Арташес Минасян, арменски шахматист
- 22 януари – Елена Панайотова, български театрален режисьор
- 23 януари – Наим Сюлейманоглу, българо-турски щангист
- 24 януари – Дончо Донев, български футболист
- 27 януари – Орхан Мурад, български попфолк певец от турски произход
- 31 януари – Фат Майк, американски музикант
- 5 февруари – Инка Парай, немска писателка
- 6 февруари – Тони Дачева, българска попфолк певица
- 10 февруари – Лора Дърн, американска актриса
- 11 февруари – Чиро Ферара, италиански футболист и треньор
- 13 февруари
  - Станимир Стоилов, български футболист
  - Гала, български телевизионен водещ
- 14 февруари
  - Мануела Малеева, българска тенисистка
  - Стелиос Хаджи-Йоану, британски предприемач от кипърски произход
- 18 февруари
  - Роберто Баджо, италиански футболист
  - Магърдич Халваджиян, български продуцент и режисьор от арменски произход
- 20 февруари
  - Кърт Кобейн, американски музикант († 1994 г.)
  - Лили Тейлър, американска актриса
  - Павел Монцивода, бас китарист на Скорпиънс
- 25 февруари – Димитър Трендафилов, български футболист
- 1 март – Францобел, австрийски писател
- 3 март
  - Зоран Коняновски, македонски политик
  - Насер Орич, босненски командир
- 7 март – Кирил Василев, български футболист
- 12 март – Джени Ерпенбек, немска писателка
- 19 март – Петър Витанов, български футболист
- 20 март – Николай Бухалов, български кануист
- 21 март – Харалан Александров, български антрополог
- 26 март – Иван Искров, български икономист и политик
- 22 април – Ани Салич, българска телевизионна водеща
- 25 април – Владко Шаламанов, български футболист
- 26 април – Кейн, американски кечист
- 30 април – Филип Киркоров, руски певец
- 7 май – Добрин Векилов, български музикант
- 10 май – Боб Синклер, френски диджей
- 15 май – Мадхури Диксит, индийска актриса
- 18 май
  - Димитър Николов, български икономист и политик
  - Светлана Терзиева, актриса, тв водеща, сценарист и ПР
- 22 май – Желязко Желязков, български футболист
- 23 май – Фил Селуей, британски барабанист
- 27 май – Пол Гаскойн, английски футболист
- 31 май – Сандрин Бонер, френска актриса
- 1 юни – Роджър Санчес, американски диджей
- 3 юни
  - Цонко Цонев, кмет на Каварна
  - Николай Станчев, български футболист
- 7 юни – Малина, българска попфолк певица
- 9 юни – Милен Панайотов, български композитор и музикален журналист
- 13 юни – Иван Василев, български футболист
- 20 юни – Никол Кидман, австралийска актриса
- 24 юни
  - Мариус Уруков, български футболист
  - Рихард Круспе-Бернщайн, немски музикант
- 28 юни – Николай Теллалов, български писател
- 5 юли – Цветелин Кънчев, български политик
- 9 юли – Йордан Лечков, български футболист
- 1 юли – Памела Андерсън, канадско-американска актриса и секс символ
- 13 юли – Бени Бенаси, италиански диджей
- 15 юли – Адам Савидж, американски телевизионен водещ
- 17 юли – Константин Папазов, български треньор по баскетбол
- 18 юли – Вин Дизел, американски актьор
- 19 юли – Владимир Каминер, немски писател
- 23 юли – Филип Хофман, американски актьор († 2014 г.)
- 25 юли – Мат Лебланк, американски актьор
- 26 юли – Джейсън Стейтъм, английски актьор
- 1 август – Валентин Иванов, български астроном и автор на научна фантастика
- 4 август
  - Диян Петков, български футболист
  - Илиян Киряков, български футболист
  - Цветелина Узунова, българска журналистка
- 8 август – Владимир Василев, руски писател
- 12 август – Емил Костадинов, български футболист
- 14 август – Ивайло Андонов, български футболист
- 16 август – Мориц Ринке, немски драматург
- 19 август – Красимир Добрев, български актьор
- 21 август
  - Серж Танкиан, арменски рок музикант, съосновател и вокалист на метъл групата System of a Down
  - Кери-Ан Мос, канадска филмова актриса
- 22 август – Лейн Стейли, американски музикант
- 1 септември – Андреас Майер, немски писател
- 5 септември – Матиас Замер, бивш немски футболист
- 13 септември – Майкъл Джонсън, американски спринтьор
- 19 септември
  - Александър Карелин, руски спортист
  - Роланд Шимелпфениг, немски драматург и писател
- 28 септември – Радко Калайджиев, български футболист
- 2 октомври – Томас Мустер, австрийски тенисист
- 4 октомври – Лив Шрайбър, американски актьор
- 10 октомври – Гавин Нюсъм, кмет на Сан Франциско
- 24 октомври – Борислав Ясенов, български музикант
- 28 октомври – Джон Ромеро, американски програмист
- 31 октомври – Йордан Николов, български футболист
- 2 ноември – Звонимир Солдо, хърватски футболист
- 8 ноември – Алфредо Торес, танцьор и преподавател по латино танци
- 13 ноември
  - Джухи Чаула, индийска актриса
  - Стийв Зан, американски актьор
- 15 ноември
  - Иван Близнаков, български футболист
  - Франсоа Озон, френски режисьор
- 18 ноември – Красимир Димитров, български юрист
- 22 ноември
  - Борис Бекер, немски тенисист
  - Силви Басева, българска художничка
- 24 ноември – Лоренцо Флахърти, италиански актьор
- 28 ноември – Анна Никол Смит, американски модел и актриса
- 5 декември – Константин Асен Сакскобургготски, български княз
- 19 декември – Владимир Сабоурин, българо-кубински поет, преводач, филолог, историк на културата и литературен критик
- 21 декември – Михаил Саакашвили, грузински политик и президент на Грузия
- 23 декември – Карла Бруни, френска певица

## Починали
- Александър Василев, български футболист (р. 1936 г.)
- 10 януари
  - Радхабинод Пал, индийски юрист (р. 1886 г.)
  - Стефан Ненков, български общественик (р. 1880 г.)
- 18 януари – Димитър Михалчев, български философ (р. 1880 г.)
- 22 януари – Ксенофонт Иванов, български ветеринарен лекар (р. 1898 г.)
- 26 януари – Добри Терпешев, деец на БКП, партизанин, български държавник (р. 1884 г.)
- 6 февруари – Александър Климов, български революционер (р. 1881 г.)
- 13 февруари – Климент, български духовник и архиерей
- 15 февруари – Симеон Радев, български публицист (р. 1879 г.)
- 17 февруари – Анри Перюшо, френски писател (р. 1917 г.)
- 21 февруари – Волф Албах-Рети, австрийски актьор (р. 1906 г.)
- 6 март – Золтан Кодай, унгарски композитор (р. 1882 г.)
- 7 март – Дора Метева, българска поетеса и преводач (р. 1894 г.)
- 31 март – Родион Малиновски, съветски маршал (р. 1898 г.)
- 15 април – Тото, италиански комик (р. 1898 г.)
- 19 април – Конрад Аденауер, немски политик (р. 1876 г.)
- 21 април – Анастас Ватев, български военен деец (р. 1881 г.)
- 24 април – Владимир Комаров, руски космонавт (р. 1927 г.)
- 10 май – Лоренцо Бандини, италиански пилот от Ф1 (р. 1935 г.)
- 22 май – Лангстън Хюз, американски поет (р. 1902 г.)
- 26 май – Гидеон Столбери, шведски шахматист (р. 1908 г.)
- 30 май – Клод Рейнс, американски актьор (р. 1889 г.)
- 12 юни – Никола Стоянов, български икономист (р. 1874 г.)
- 23 юни – Сакае Цубои, японска писателка и поетеса (р. 1899 г.)
- 28 юни – Оскар Мария Граф, немски писател (р. 1894 г.)
- 13 юли – Андре Мазон, френски филолог (р. 1881 г.)
- 17 юли
  - Джон Колтрейн, американски джаз музикант (р. 1926 г.)
  - Тодор Владигеров, български икономист (р. 1898 г.)
- 21 юли – Албърт Лутули, южноафрикански политик (р. 1898 г.)
- 22 юли – Карл Сандбърг, американски поет (р. 1878 г.)
- 1 август – Рихард Кун, австрийско-германски биохимик, Нобелов лауреат (р. 1900 г.)
- 15 август – Рене Магрит, белгийски художник (р. 1898 г.)
- 25 август
  - Джордж Линкълн Рокуел, американски политик (р. 1918 г.)
  - Пол Муни, американски актьор (р. 1895 г.)
- 24 септември – Роберт ван Хюлик, нидерландски китаист (р. 1910 г.)
- 7 октомври – Норман Ейнджъл, английски писател (р. 1874 г.)
- 9 октомври – Че Гевара, аржентински революционер (р. 1928 г.)
- 18 октомври – Ян Студницка, австрийски футболист (р. 1883 г.)
- 19 октомври – Асен Йорданов, български авиоинженер (р. 1896 г.)
- 22 октомври – Константин Мазников, български футболист (р. 1905 г.)
- 19 ноември – Владимир Башев, български поет (р. 1935 г.)
- 10 декември – Отис Рединг, американски соул изпълнител (р. 1941 г.)
- 20 декември – Георги Апостолов, български архитект (р. 1891 г.)
- 26 декември – Чудомир, писател (р. 1890 г.)

## Нобелови награди
- Физика – Ханс Албрехт Бете
- Химия – Манфред Айген, Роналрд Нориш, Джордж Портър
- Физиология или медицина – Рагнар Гранит, Кефер Хартлайн и Джордж Уолд
- Литература – Мигел Анхел Астуриас
- Мир – наградата не се присъжда